# Venango (Pennsylvanie)
Venango est un borough du comté de Crawford, en Pennsylvanie, aux États-Unis. La population était de 239 habitants au recensement de 2010, contre 288 au recensement de 2000.

## Géographie
Venango est situé dans le centre-nord du comté de Crawford. Il est limité au nord, à l'ouest et au sud par le township de Venango, et à l'est par le township de Cambridge, de l'autre côté de French Creek.
Selon le Bureau du recensement des États-Unis, l’arrondissement a une superficie totale de 0,71 kilomètre carré, entièrement terrestre.
Venango est situé sur l'U.S. Route 6 de Pennsylvanie (en) et l'U.S. Route 19, avec Cambridge Springs 6 kilomètres au nord-est et Meadville, le siège du comté, 16 kilomètres au sud. L'Interstate 79 passe 3 kilomètres à l’ouest de Venango mais sans sortie à proximité.

## Démographie
Au recensement  de 2000, il y avait 288 personnes, 104 ménages et 79 familles résidant dans le borough. La densité de population était de 427,7 habitants par kilomètre carré. Il y avait 112 unités de logement à une densité moyenne de 166,3 par kilomètre carré. La population de l’arrondissement était composée de 96,53% de Blancs, de 2,43% d'Afro-Américains et de 1,04% d’au moins deux races. Les hispaniques ou latinos de n'importe quelle race étaient 1,04% de la population.
Il y avait 104 ménages, dont 36,5% avaient des enfants de moins de 18 ans vivant avec eux, 60,6% étaient des couples mariés vivant ensemble, 12,5% avaient une femme au foyer sans mari présent et 24,0% étaient des personnes hors famille. 17,3% de tous les ménages étaient composés de personnes seules et 6,7% avaient une personne seule âgée de 65 ans ou plus. La taille moyenne des ménages était de 2,77 et la taille moyenne des familles était de 3,11.
Dans le borough, 25,3 % de la population avait moins de 18 ans, 11,5 % de 18 à 24 ans, 28,8 % de 25 à 44 ans, 21,2 % de 45 à 64 ans et 13,2 % 65 ans ou plus . L'âge médian était de 34 ans. Pour 100 femmes, il y avait 110,2 hommes. Pour 100 femmes de 18 ans ou plus, il y avait 106,7 hommes.
Le revenu médian pour un ménage dans le borough était de 35 250 dollars et le revenu médian pour une famille était de 38 125 dollars. Les hommes avaient un revenu médian de 27 250 dollars contre 21 563 dollars pour les femmes. Le revenu par tête dans le borough était de 15.978 dollars. Environ 3,5 % des familles et 7,6 % de la population vivait en dessous du seuil de pauvreté, dont 4,8 % des personnes de moins de 18 ans et 7,7% des personnes âgées de 65 ans ou plus.